# 潼关县
潼关县位于陕西省渭南市东部，与河南省灵宝市交界，隔黄河与山西省芮城县相望，西接华阴市，南依洛南县。因境内潼关而得名。区域总面积为526平方公里，人口15万。

## 历史沿革

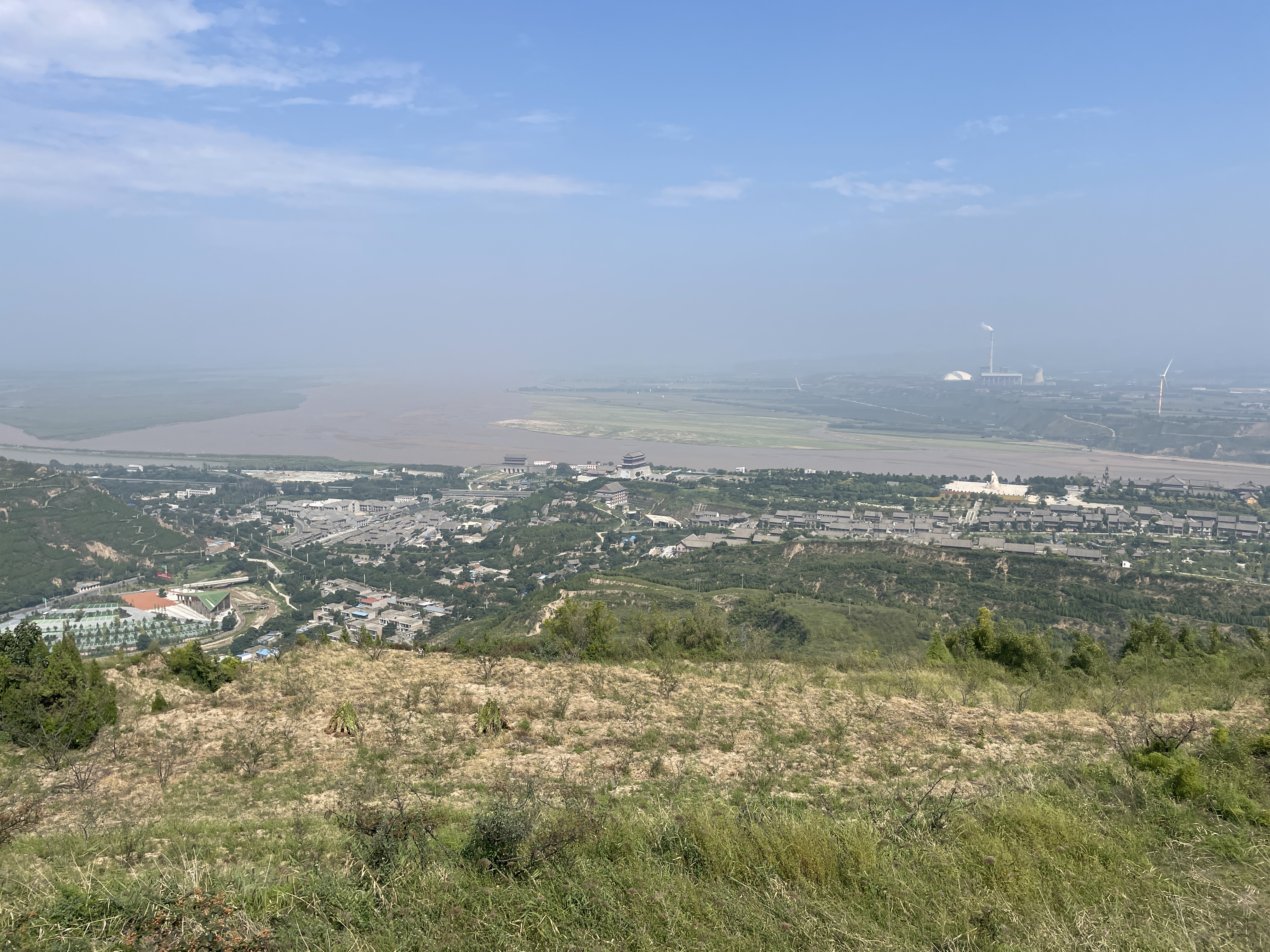
潼关黄河、渭河交汇处，也是老县城的所在地

- 武周天授二年（691年）分仙掌县东部设潼津县，长安二年（702年）撤潼津县，并入仙掌县。
- 明太祖洪武七年（1374年）设潼关守御千户所，九年(1376年)，设潼关卫。
- 清世宗雍正二年（1724年）撤潼关卫，五年(1727年)，设潼关县。
- 清高宗乾隆十三年（1748年）改设潼关厅。
- 中华民国二年（1913年）废厅，设潼关县，县城位于现秦东镇。
- 由于三门峡水利枢纽建设，1958年潼关县与渭南县合并，于吴村设潼关人民公社。1961年恢复潼关县[3]，县城位于吴村至今[4][5]。

## 地震
1556年1月23日，陕西省发生约8级的大地震，潼关是重灾区之一，全国死亡人数占计高达83万（不包括没有登记户口的居民），是中国历史以至全球史上伤亡最为惨重的一次地震。

## 行政区划
潼关县下辖1个街道办事处、4个镇：
城关街道、秦东镇、太要镇、桐峪镇和代字营镇。

## 地理
潼关县地处陝、晋、豫三省交界处，是陕西的东大门，总面积526平方公里。
潼关位于鄂尔多斯高原东南角，黄河、渭河在此以北交汇，而潼关的南面是秦岭。在此南下的黄河由于秦岭的阻挡而急转向东，形成“几”字型的最后一个急转。因为它是关中平原和中原之间的交通要塞，在中国古代长期拥有重要的战略地位。

## 风景名胜
潼关位于潼关县东部，为山西、陕西、河南三省要冲，地理位置十分重要、自古是兵家必争之地。唐代東都洛陽到長安必需經過此處黄河関隘。其後歴朝巡按陝西，復由此入秦。

## 自然资源
盛产黄金，有大小金矿200余个，年产黄金近50万两，是全国第三产金大县。

## 人口
根据第七次全国人口普查结果，现将2020年11月1日零时，全县常住人口的基本情况公布如下：全县常住人口为125317人。与2010年第六次全国人口普查的155463人相比，减少30146人，下降19.39 %，年平均下降1.94%。
2003年末人口为157911人，男女性别比为103.2。

## 交通
铁路
- 陇海铁路：太要站/局界，潼关站
- 同蒲铁路

公路
- 310国道、 101省道、 西潼高速公路